# 水系

● 青い線が示すのが、水系
● 赤い点線の内側は、流域

水系（すいけい、英語: drainage system）は、河川に関連する用語である。1本の川（本川）に集まる全ての川を、まとめて「水系」という。

## 概要
雨や雪が流れ込む範囲を流域、もしくは集水域と呼ぶ。同じ流域内にある本川・支川・派川、およびこれらに関連する湖沼を含めて「水系」という。流域の境目は分水界（山の場合は分水嶺）と呼ぶ。
水系は国が管理する一級水系と、都道府県が管理する二級水系に大別できる。一級水系に含まれる川は一級河川・準用河川・普通河川、二級水系に含まれる川は二級河川・準用河川・普通河川である。一級水系、二級水系以外の水系は単独水系と呼ばれ、準用河川・普通河川から成る。

## 地理学的分類
水系は、その形状などから次のように地理学的に分類される。
- 枝状水系 - 世界中で一般的に見られる形態。本流と支流が樹枝のような形状のもの[独自研究?]。
- 平行水系 - 急斜面に見られる形態。急斜面上で水流が直線状となり、隣接する水系と平行関係をとるもの。山脈地帯に多く見られる[独自研究?]。
- 格子状水系 - 地質的に強い構造上の力を受けている地域に見られる形態。放射状水系上空から見ると車輪のスポーク状となるもの。円錐形の火山などで見られる[独自研究?]。
- 方形状水系 - 断層地帯で形成される水系形状[独自研究?]。
- 環状水系 - 盆地の中央部で形成される環状の水系形状[独自研究?]。
- 乱状水系 - 最終氷期に形成されたカナダの湖沼地帯のように、明確な分水界もなく、湖沼が乱雑に存在するような水系形状[独自研究?]。